# Grace Abbott
Grace Abbott, née le 17 novembre 1878 à Grand Island et morte le 19 juin 1939 à Chicago, est une enseignante et une travailleuse sociale américaine. Elle s'est notamment focalisée sur l'amélioration des droits des immigrés ainsi que sur l'avancement du bien-être de l'enfant, en particulier sur la réglementation du travail des enfants. Elle est la sœur cadette d'Edith Abbott, aussi une travailleuse sociale, dont les intérêts professionnels complètent souvent les siens.

## Jeunesse
Grace Abbott est la troisième enfant de Othman A. Abbott (en) et d'Elizabeth Griffin Abbott née Gardner Griffin, juste après sa sœur Edith. Les deux sœurs ont été influencées par leur mère, venue d'une famille quaker qui avait des fermes dans le comté de DeKalb en Illinois et qui était abolitionniste. En plus d'être une abolitionniste ardente, Elizabeth Griffin Abbott est une militante pour l'égalité des droits des femmes qui a été influencée notamment par la Déclaration de sentiments de Elizabeth Cady Stanton.
À la suite de la panique de 1893 et de la récession qui s'ensuit, son père subit de sérieuses pertes financières. Contrairement à sœur qui a terminé ses études secondaires au Brownell Hall (en), Grace Abbott ne peut y aller comme prévu et termine ses études secondaires au nouveau collège de Grand Island.

## Carrière
Après la fin de ses études secondaires à 19 ans, elle devient enseignante à la high school de Broken Bow à l'automne 1898. Elle garde ce poste jusqu'en 1906, le temps d'économiser pour poursuivre ses études. Ce qu'elle fait en 1907 quand elle part pour Chicago afin de suivre des cours de droit et de science politique à l'université de Chicago.
En 1908, elle est acceptée comme résidente à la Hull House, un centre d’œuvres sociales, et dirige la Immigrants' Protective League. À cette époque, les États-Unis d'Amérique font face à une nouvelle vague migratoire européenne de grande ampleur, de plus d'un million de personnes par an dès 1905, dont un grand nombre arrive à Chicago. Rejetant les conceptions raciales selon laquelle ces nouveaux venus d'Europe du Sud sont inférieurs à leurs prédécesseurs d'Europe du Nord mais reconnaissant le sérieux « problème de l'immigration », Grace Abbott, Jane Addams et d'autres résidentes de la Hull House considèrent qu'une restriction est non américaine et n'est pas nécessaire si les institutions privées et publiques développent des programmes larges, humains et efficaces. Leur League va dès lors œuvrer dans ce sens.
Grace Abbott reçoit de l'université de Chicago son Ph.M. en science politique en 1909. Elle écrit entre 1909 et 1910 une série d'articles hebdomadaires dans le Chicago Evening Post (en), intitulée Within the City's Gates pour mettre en lumière l'exploitation des immigrés.
En plus de son engagement dans la Immigrants' Protective League, elle devient membre de la Women's Trade Union League et aide activement lors de la grève du textile de 1910 à Chicago (en).

## Publications
- (en) The Immigrant and the Community, Century Company, 1917, 301 p.
- (en) Federal aid for the protection of maternity and infancy, U.S. Government Printing Office, 1922, 16 p.
- (en) Social Welfare by Co-operation : The League's Advisory Committee on Social Questions, Columbia University Press, 1939, 16 p.